# Каттелан, Маурицио
Маурицио Каттелан (итал. Maurizio Cattelan; род. 21 сентября 1960, Падуя, Италия) — современный итальянский художник, живёт в Нью-Йорке, работает в основном в жанре инсталляции. Маурицио Каттелан создал свои самые важные произведения искусства на Виале Блиньи 42 (итал. Viale Bligny 42) в Милане, где он прожил много лет.

## Детство
Каттелан родился 21 сентября 1960 года в Падуе, Италия. Там его воспитывали мать, уборщица и отец, водитель грузовика.
Маурицио начал свою карьеру в начале 1980-х годов с проектирования и производства деревянной мебели в Форли (Италия). Маурицио Каттелан создал многие из своих самых значительных произведений в историческом центре Милана на Viale Bligny, где проживал длительное время.
Художник-самоучка, не имеет художественного образования.

## Творчество
Маурицио Каттелан разное время работал поваром, садовником, охранником. Начал творческий путь с изготовления мебели для собственной квартиры, назвав её «функциональной мебелью с творческим подтекстом».
Первая художественная работа Каттелана была отмечена как фото-арт-произведение в 1989 году под названием Lessico Familiare (Семейный синтаксис) — автопортрет в рамке.
Творчество Маурицио Каттелана носит провокационный характер. Он прославился своей работой La Nona ora, 1999 (скульптура изображает Папу римского, упавшего от удара метеорита). Работу купили за 800 тысяч долларов.
Знаковым произведением автора принято считать инсталляцию «Америка» — унитаз из золота 750 пробы.
Каттелан участвовал в Венецианском биеннале (1993, 1997, 1999 и 2002), Мельбурнском международном биеннале 1999 и в 2004 году — Биеннале Уитни в Нью-Йорке.

## Работы
| - 2019 Comedian - 2008 Daddy Daddy - 2007 Untitled - 2007 All, группа из 9 мраморных статуй - 2007 Untitled, чучела собак - 2007 Untitled - 2007 Untitled, чучело лошади - 2007 Untitled - 2007 Ave Maria - 2004 Un asino tra i dottori, чучело осла - 2004 Now - 2004 Untitled - 2003 Untitled - 2003 Stephanie - 2003 Charlie - 2002 Frank & Jamie - 2002 Untitled - 2001 Untitled - 2001 Felix, работа находится в коллекции Музея современного искусства в Чикаго - 2001 Untitled - 2001 Hollywood - 2001 Him - 2000 Untitled - 2000 Untitled, скелет и белые цветы - 2000 Untitled, черно-белая фотография - 2000 Untitled, машина «Ауди», дерево - 2000 Not afraid of love - 2000 Untitled - 2000 La Rivoluzione siamo noi (We are the revolution), работа находится в коллекции Музея Гуггенхайма - 1999 Untitled, гранит, сталь, 2700 писем - 1999 Mother | - 1999 La Nona ora - 1999 Betsy - 1999 Mini-me - 1999 Untitled - 1999 A Perfect Day - 1999 Untitled (Jean-Pierre) - 1998 Untitled (Picasso) - 1998 If a Tree Falls in the Forest and There Is No One Around It, Does It Make A Sound? - 1998 Turisti, 11 чучел голубей - 1998 Senza titolo (Untitled), (оливковое дерево и земля), Castello di Rivoli Museo d’Arte Contemporanea - 1998 Il super-noi - 1998 Untitled, чучело собаки - 1998 Untitled (Cow) - 1998 Untitled, живопись (акрил, холст) - 1997 Reflection in one’s eyes - 1997 The Wheel - 1997 Untitled, чучело страуса, работа находится в коллекции Франсуа Пино - 1997 Myself, Oneself - 1997 13.3.81 my last kiss - 1997 Spermini - 1997 Less than ten items - 1997 Untitled - 1997 Out of the blue - 1997 Charlie don’t surf - 1997 Untitled, три чучела мышей, раскладной стул и зонтик - 1997 Dynamo Secession - 1997 Love Lasts Forever, скелеты осла, собаки, кошки и петуха - 1997 Untitled (BAR) | - 1996 Untitled - 1996 Bidibidobidiboo - 1996 Andreas e Mattia - 1996 Another Fucking Readymade - 1996 Novecento - 1996 The Ballad of Trotsky - 1996 -74.400.000 - 1996 Untitled - 1995 Untitled, черно-белая фотография - 1995 Love Saves Life - 1995—1999 Errotin, le vrai lapin (c) - 1995 Comic Strip (in collaboration with Manfrin) - 1994 Warning! Enter at your own risk. Do not touch, do not feed, no smoking, no photographs, no dogs, thank you - 1994 The beautiful country - 1994 Lullaby - 1993 Tarzan & Jane (f) - 1993 Untitled - 1993 Catttelan - 1993 Working is a bad job - 1992 Oblomov Foundation - 1992 Untitled - 1991 Edizioni dell’obbligo - 1991 Southern Supplies FC - 1991 Stadium - 1991 A Sunday in Rivara - 1990 Strategies - 1989 Grammatica quotidiana - 1989 Angolo dei ricordi (Milano) - 1988 King for a Night - 1987 Gratis |

## Персональные выставки
- 2004 — Galleria Civica di Arte Contemporanea Trento, Trento, Italy
- 2004 — Fondazione Nicola Trussardi, Milan, Italy
- 2003 — Museum of Contemporary Art (MOCA), Los Angeles, California
- 2003 — Deste Foundation for Contemporary Art, Athens, Greece
- 2003 — Museum Ludwig, Cologne, Germany
- 2002 — «Maurizio Cattelan» Marian Goodman Gallery, New York
- 2002 — «Charley», P.S. 1 Contemporary Art Center, Long Island City, New York
- 2002 — «Hollywood», Special Project for the 49th Venice Biennale, Venice, Italy with the patronage of the City of Palermo, Sicily and the support of AMIA
- 2001—2003 — «Felix», Museum of Contemporary Art, Chicago, Illinois
- 2001 — Museum Boijmans Van Beuningen, Rotterdam, Holland
- 2001 — «Maurizio Cattelan», Fargfabriken, Stockholm, Sweden
- 2000 — CCA Kitakyushu, Kitakyushu, Japan
- 2000 — Migros Museum für Gegenwartskunst, Zurich, Switzerland
- 2000 — Artpace, San Antonio, Texas
- 2000 — «Forum», Centre Georges Pompidou, Paris, France
- 2000 — «Maurizio Cattelan», Marian Goodman Gallery, New York, New York
- 1999 — Kunsthalle Basel, Basel, Switzerland
- 1998 — Institute of Visual Arts (INOVA), Milwaukee, Wisconsin
- 1998 — «Project #65,» The Museum of Modern Art, New York, New York
- 1997 — Castello di Rivoli, Turin, Italy
- 1997 — Le Consortium, Dijon, France
- 1997 — Wiener Secession, Vienna, Austria
- 1997 — Espace Jules Verne, Centre d’Art de Bretigny-sur-Orge, France
- 1992 — «Edizioni dell’Obbligo», Juliet, Trieste, Italy
- 1990 — «Strategie», Galleria Neon, Bologna, Italy; Studio Oggetto, Milan, Italy; Leonardi V-Idea, Genoa, Italy